# Ngouoni
Ngouoni (oder auch Ngwoni) ist eine Kommune und Hauptstadt des gabunischen Departements Lékabi-Léwolo innerhalb der Provinz Haut-Ogooué im Südwesten von Gabun. Mit Stand 2013 wurde die Einwohnerzahl auf 2691 bemessen. Sie liegt auf einer Höhe von 603 Metern.